# Johan Lang

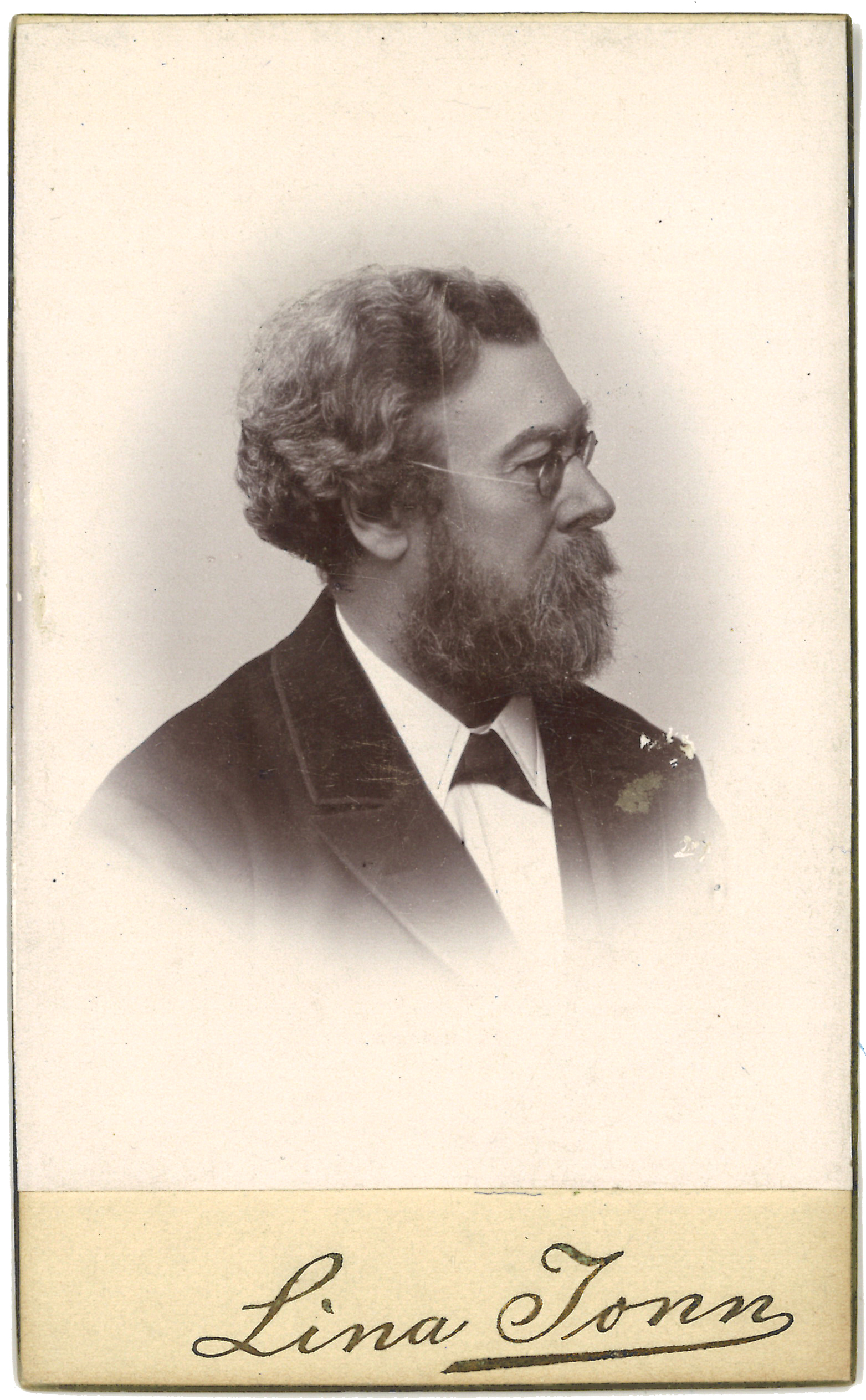
Johan Lang på äldre dagar. Foto: Lina Jonn.

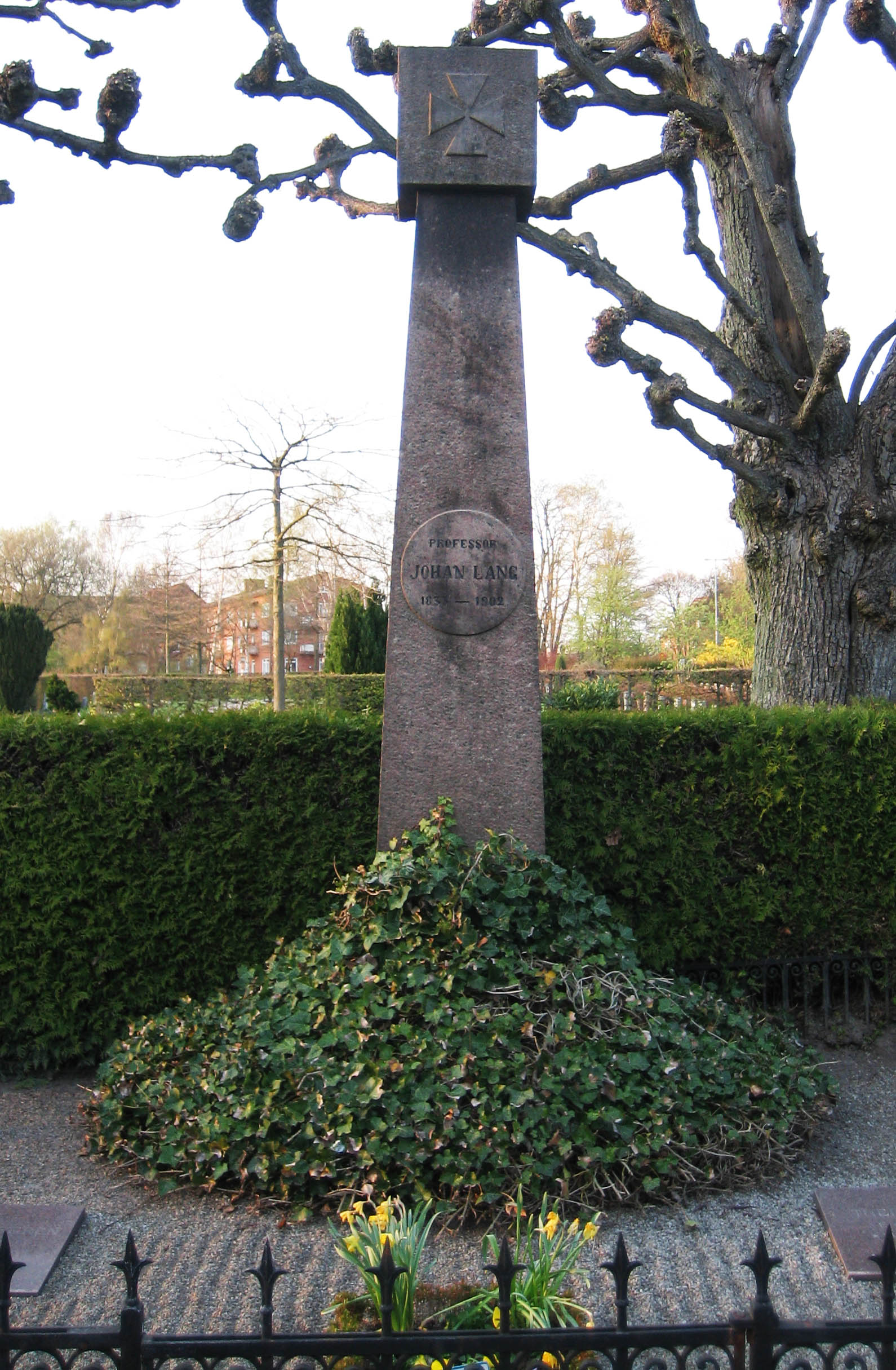
Johan Langs grav på Norra kyrkogården i Lund.

Johan Robert Tobias Lang (enligt vissa källor var andranamnet Rolof), född den 12 juli 1833 i Visby, död den 20 februari 1902 i Lund, Malmöhus län, var en svensk professor i medicin och fysiologi vid Lunds universitet.

## Biografi
Johan Lang var son till fabriksidkaren Johan Daniel Lang och dennes hustru Anna Lovisa Ödin. Den yngre Johan kom efter gymnasiestudier i Visby till Uppsala där han inskrevs vid universitetet 1850 och blev såväl filosofie kandidat som disputerade för magistergraden 1857. 1860 blev han docent i kemi vid samma universitet, men överflyttade 1863 till en adjunktur i samma ämne vid Lunds universitet. Under de kommande åren upprätthöll han vid ett flertal tillfällen delar av de åligganden som tillhörde professuren i medicinsk kemi. Från 1869 började Lang ånyo bedriva studier, denna gång inom medicin, och blev 1873 medicine kandidat (under denna period var han även 1870-1871 ordförande för Lunds studentkår). Två år senare, 1875, blev han professor i medicinsk och fysiologisk kemi (en professur som då stått obesatt sedan 1864), och krönte 1877 sin nya bana med att promoveras till medicine hedersdoktor i samband med Uppsala universitets 400-årsjubileum. Han var Lunds universitets prorektor 1895-1897.
Lang var gift med Julia Theresia Armida Lundgren (född den 18 mars 1841 i Stockholm), med vilken han fick sonen Johan Gustaf Wiktor Lang (född 1878 i Lund), vilken studerade i Stockholm runt sekelskiftet 1900.
Lang erhöll ett flertal utmärkelser; han blev ledamot av Kungliga Fysiografiska Sällskapet i Lund 1864 och av Kungliga Vetenskapsakademien 1867, blev riddare av Vasaorden 1873 och av Nordstjärneorden 1875. 1877-1889 var han inspektor för Blekingska nationen. Han var en engagerad medlem i såväl frimurarna som i Sällskapet CC.
Langs vetenskapliga forskning behandlade bland annat olika syror, men han hade även utredningsuppdrag av mer politisk-ekonomisk natur, bland annat rörande beskattning av sockerbetsodling och ölframställning.
I samband med Langs död skrev Skånska Aftonbladet om denne att "[r]edan till sitt yttre var Lang en menniska utöfver det vanliga måttet och hans andliga egenskaper harmonierade härmed. Den skarpa och logiska tänkarekraften var förenad med en mindre vanlig förmåga att i tal och skrift kunna öfverföra densamma, liksom han efter sig lemnar minnet af en nobel och helgjuten personlighet." Han ligger begravd på Norra kyrkogården i Lund.
Studentsångaranföraren Alfred Berg, vilken, åldersskillnaden till trots, kom att bli en nära vän till Johan Lang, har givit en del roande bilder av denne i sina memoarer. Bland annat berättar han att till Langs favorituttryck hörde tillmälet "svinpäls" samt det udda adjektivet "exsecrabel" för något han ogillade. Berg har också skildrat hur han vid ett tillfälle fick följa med Lang (till vars ämnesområde även farmakologin hörde) på en av dennes återkommande inspektioner av apotek i södra Sverige. Lang hade försökt omgärda resan med största möjliga hemlighetsmakeri, men redan vid den första anhalten, Nässjö, fann han och Berg på det därvarande apotekarkontoret ett anonymt telegram som varnade för att inspektören med biträde var i antågande! "Apotekarna voro sannolikt varskodda över hela linjen och höllo som bäst på med att göra extra fint" konstaterade Berg. Det var även Lang som myntade Bergs bellmanskt inspirerade smeknamn "Fader Berg".
År 1896 lånade han sitt namn till reklam för Hultmans Cacao & Chocolad.